# Anna Sophia Polak
Anna Sophia Polak (Rotterdam, 27 d'abril de 1874 - Auschwitz, Polònia - 26 de febrer de 1943) va ser una feminista i escriptora neerlandesa d'origen jueu. Va ser directora de l'Oficina Nacional del Treball de la Dona de 1908 a 1936. Va morir assassinada al camp de concentració de Auschwitz.